# Prime majoritaire
La prime majoritaire est une modalité des systèmes électoraux mixtes dans laquelle un nombre déterminé de sièges est attribué à la liste ayant obtenu le plus de voix. 
Les autres sièges sont distribués entre les listes en fonction du nombre de voix obtenues. 
La prime majoritaire vise à favoriser la constitution d'une majorité en atténuant la représentation proportionnelle.
Elle est utilisée en Arménie, en Grèce et à Saint-Marin. 
Elle est également utilisée dans les élections municipales et régionales françaises (le bonus de sièges à la liste majoritaire), ainsi que dans trois assemblées régionales en Argentine.

## Historique
Benito Mussolini a été la première personnalité politique à faire passer une loi donnant automatiquement des sièges au parti arrivé en tête lors d'une élection, avec la loi Acerbo en 1923.